# Kurt Busch

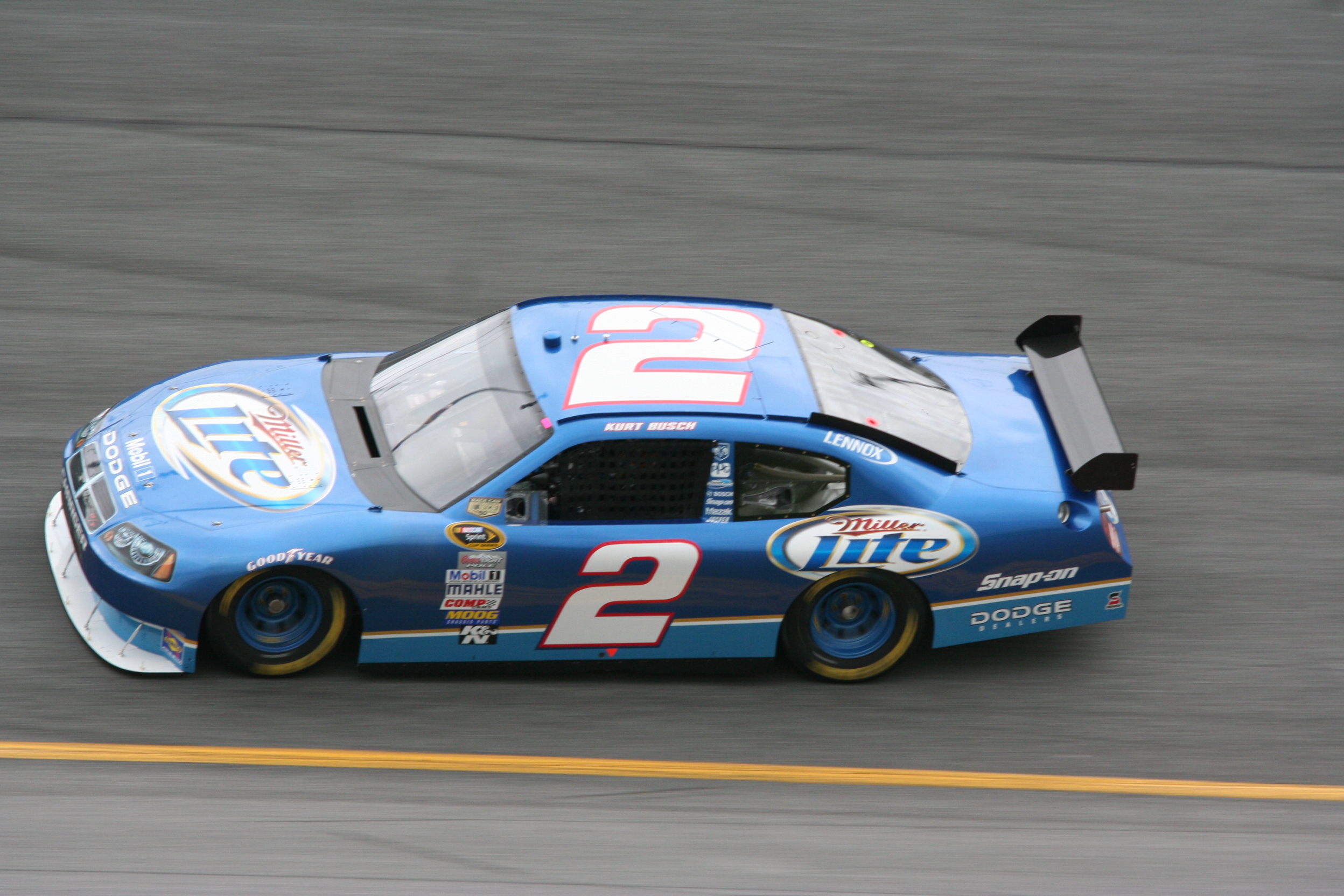
1. 2 Kurt Busch år 2008 på Daytona International Speedway i Florida, USA.

Kurt Thomas Busch, född 4 augusti 1978 i Las Vegas i Nevada, är en amerikansk racerförare.
Busch tävlar i NASCAR och är bror till den sju år yngre stjärnan i samma serie, Kyle Busch. 

## Racingkarriär
Busch gjorde sin debut i NASCAR:s Winston Cup 2000, men slog igenom 2002, då han tog fyra vinster, vilket han gjorde även 2003. Han följde upp det genom att vara i toppform i den nystiftade The Chase 2004, och vinna en sensationell titel. Efter flytten till Team Penske 2006, har inte Busch varit lika framgångsrik, och missade The Chase 2008.
Kurt Busch har blivit avstängd från att tävla i NASCAR (2015-02-21) eftersom han är misstänkt för misshandel av sitt ex. Den 11 mars 2015 avslutades avstängningen.

### Segrar i NASCAR Winston/Nextel/Sprint Cup
| Nr | Bana         | År   |
| -- | ------------ | ---- |
| 1  | Bristol      | 2002 |
| 2  | Martinsville | 2002 |
| 3  | Atlanta      | 2002 |
| 4  | Homestead    | 2002 |
| 5  | Bristol      | 2003 |
| 6  | Fontana      | 2003 |
| 7  | Brooklyn     | 2003 |
| 8  | Bristol      | 2003 |
| 9  | Bristol      | 2004 |
| 10 | Loudon       | 2004 |
| 11 | Loudon       | 2004 |
| 12 | Phoenix      | 2005 |
| 13 | Pocono       | 2005 |
| 14 | Richmond     | 2005 |
| 15 | Bristol      | 2006 |
| 16 | Pocono       | 2007 |
| 17 | Brooklyn     | 2007 |
| 18 | Loudon       | 2008 |
| 19 | Atlanta      | 2009 |
| 20 | Texas        | 2009 |
| 21 | Atlanta      | 2010 |
| 22 | Charlotte    | 2010 |
| 23 | Sears Point  | 2011 |
| 24 | Dover        | 2011 |

### Karriärs statistik i NASCAR
| År     | Starter | Segrar | Topp 5 | Topp 10 | Pole position | Rankad | Team          |
| ------ | ------- | ------ | ------ | ------- | ------------- | ------ | ------------- |
| 2000   | 7       | 0      | 0      | 0       | 0             | 48     | Roush Racing  |
| 2001   | 35      | 0      | 3      | 6       | 1             | 27     | Roush Racing  |
| 2002   | 36      | 4      | 12     | 20      | 1             | 3      | Roush Racing  |
| 2003   | 36      | 4      | 9      | 14      | 0             | 11     | Roush Racing  |
| 2004   | 36      | 3      | 12     | 21      | 1             | 1      | Roush Racing  |
| 2005   | 34      | 3      | 9      | 18      | 0             | 10     | Roush Racing  |
| 2006   | 36      | 1      | 7      | 12      | 6             | 16     | Penske Racing |
| 2007   | 36      | 2      | 6      | 14      | 1             | 7      | Penske Racing |
| 2008   | 36      | 1      | 5      | 10      | 0             | 18     | Penske Racing |
| 2009   | 36      | 2      | 10     | 21      | 0             | 4      | Penske Racing |
| Totalt | 311     | 20     | 68     | 129     | 10            | 1      |               |